# اس‌ام‌اس هنسا (۱۸۷۲)
اس‌ام‌اس هنسا (۱۸۷۲) (به انگلیسی: SMS Hansa (1872)) یک کشتی بود که طول آن ۷۳٫۵ متر (۲۴۱ فوت) بود. این کشتی در سال ۱۸۷۲ ساخته شد.